# Арке, Пиа
Пиа Арке (дат. Pia Arke, урождённая Гант (дат. Gant); 1958—2007) — калаалитская и датская художница, работавшая в жанре визуального искусства и перформанса, писательница и фотограф. Она известна своими автопортретами и фотографиями с пейзажами Гренландии, а также своими картинами, сочинениями, в которых стремились отобразить колониальную историю своей страны и сложные этнические и культурные отношения между Данией и Гренландией. На протяжении всей своей художественно-исследовательской деятельности в качестве художницы Арке использовала метафору своего собственного смешанного происхождения («полукровка») как способ отобразить эти исторические отношения, а также обратиться к важным вопросам самобытности и изображения коренных народов Арктики.

## Ранняя биография
Пиа Арке родилась 1 сентября 1958 года в Иллоккортоормиуте на северо-востоке Гренландии в семье телеграфиста Йоргена Ганта, датчанина, и Юстины Пипарайик Биргитте, гренландки. Она выросла в районе Туле на севере Гренландии и в южном городе Какорток, но, как и многие дети подобного происхождения, так и не научилась говорить по-гренландски. Она жила со своей семьёй как на востоке, так и на западе Гренландии. Получив начальное образование в датскоязычных школах Гренландии она переехала со своей семьёй в Данию, когда ей было 13 лет. В 1987 году Арке переселилась в Копенгаген, столицу Дании, где она занималась в Датской королевской академии изящных искусств, изучая живопись под руководством Могенса Мёллера и Пера Бака Йенсена, окончив её в 1993 году. В том же году Арке поступила на факультет теории и коммуникации той же академии. Она получила степень магистра изящных искусств в 1995 году с опубликованной диссертацией под названием «Этно-эстетика» (Ethno-Aesthetics/Etnoæstetik), в которой она подвергла сильной критике западные романтические и примитивные стереотипы об «эскимосском» искусстве, выдвинув на первый план критические вопросы культурной идентичности и аутентичности в искусстве.

## Карьера
В конце 1980-х годов арке начала выставлять свои картины. В 1988 году художница создала свою собственную камеру в человеческий рост и с точечным отверстием (камеру-обскура), смастерив её вручную из сосны и фанеры, чтобы фотографировать пейзажи Гренландии, с которыми она познакомилась в детстве. Результаты этой работы были представлены на её выставке «Воображаемая родина» в 1990 году. В этом сооружении был небольшой вход, через который художница забиралась внутрь и прикрепляла плёнку к задней стенке. Свет с внешней стороны должен был проникать внутрь через небольшое отверстие в противоположном конце внутреннего пространства. Художница часто пользовалась медленным процессом экспонирования (от 15 до 30 минут), оставаясь в коробке, чтобы регулировать процесс с помощью своего собственного тела, которое отбрасывало видимую тень на готовое изображение.
В 1997 году в своём Editors' introduction to Pia Arke. Arctic Hysteria 1997 Ибен Мондруп описывает, как её выставка была провокационно названа «Арктической истерией», что служит отсылкой к противоречивому иррациональному поведению, которое периодически свойственно женщинам из числа коренных народов. Её выставки и сопровождающие их дискуссии побудили датское общество пересмотреть колониальную историю Гренландии. При её жизни было проведено лишь несколько её выставок, первая крупная выставка её работ в Дании состоялась только в 2010 году, после её смерти, и носила название Tupilakosaurus (2010).
В своём искусстве и фотографиях она заново исследовала места, где она жила в детстве, раскрывая репрессивную колонизацию Дании. Экспозиция выставки Tupilakosaurus состояла из более чем 70 фотографий, картин, видео, инсталляций и текстов. В итоге Арке ныне имеет репутацию одного из важнейших постколониальных критиков в Скандинавии благодаря своим художественным исследованиям, которые она вела в течение двух десятилетий.

## Признание
Пия Арке умерла от рака в мае 2007 года, когда ей было 48 лет. Её книги были переизданы, работы «Ethno-Aesthetics» (1995) и «Stories from Scoresbysund» (2003) опубликованы на английском, датском и гренландском языках. Выставка, прошедшая в 2010 году в Национальном музее Дании, затем была проведена в Швеции и Гренландии.

## Опубликованные работы
- Arke, Pia. Ethno-aesthetics (датск.). — Kunsttidsskriftet ARK, Pia Arke Selskabet & Kuratorisk Aktion, 2010. — ISBN 978-87-993523-1-9.
- Arke, Pia. Stories from Scoresbysund: Photographs, Colonisation and Mapping (англ.). — Pia Arke Selskabet and Kuratorisk Auktion, 2010. — ISBN 978-87-993523-0-2.
- Arke, Pia. Tupilakosaurus: An Incomplete(Able) Survey of Pia Arke's Artistic Work and Research (англ.). — 2012. — ISBN 978-87-993523-3-3.